# Русляков, Михаил Валерьевич
Михаи́л Вале́рьевич Русляко́в (3 марта 1972, Владивосток, СССР) — советский и российский футболист.

## Карьера
Футболом начал заниматься с 8 лет. Первый тренер — Владимир Дущенко. В 1988 году в возрасте 16 лет дебютировал в составе владивостокского «Луча». В начале 1990-х был одним из лидеров «Луча». В 1993 году, благодаря успешному выступлению за владивостокский клуб в чемпионате России, попал в поле зрения тогдашнего главного тренера московского «Локомотива» Юрия Сёмина, но трансфер не состоялся, «Луч» запросил за игрока слишком большую сумму денег. В 1996 году перешёл в омский «Иртыш», но уже в 1998 году вернулся обратно. Из-за проблем с финансированием, в 2001 году ушёл в «Селенгу». В 2002 году играл в «Северстале» и «Уральце». Завершил профессиональную карьеру из-за злоупотребления алкоголем. Выступал в чемпионате Приморского края за «Авиатор» и «Владрыбпорт».
В Высшей лиге провёл 33 матча, забил 7 мячей.

## Достижения

### Командные
- Победитель Первого дивизиона: 1992

### Личные
- Рекордсмен «Луча» по числу проведенных матчей в чемпионате и первенстве России: 235 матчей
- Лучший бомбардир «Луча» по числу голов за сезон в Премьер-лиге: 7 мячей в 1993 году

## Личная жизнь
Разведён, имеет дочь (род. в 1992 году). После завершения карьеры проживает во Владивостоке. Не пропускает ни одного домашнего матча «Луча».